# استان میزکه
استان میزکه (به اسپانیایی: Provincia de Mizque) یکی از استان‌های بولیوی در بولیوی است که در شهرستان کوچوبامبا واقع شده‌است. استان میزکه ۲٬۷۳۰ کیلومتر مربع مساحت و ۳۶٬۱۸۱ نفر جمعیت دارد.